# 브룩클린스 파이니스트
《브룩클린스 파이니스트》(영어: Brooklyn's Finest)는 미국에서 제작된 앤트완 퓨콰 감독의 2009년 범죄 스릴러 드라마 영화이다. 리처드 기어 등이 출연하였고, 엘리 콘 등이 제작에 참여하였다.

## 줄거리
차 안에서 대화하던 형사 살 프로치다(Sal Procida)는 카를로 파워스(Carlo Powers)라는 사람을 쏘고 돈 가방을 들고 도주한다. 살은 나중에 사제에게 살인을 고백하며 자신의 비참한 재정 상황에 대해 도움을 요청한다. 그의 아내는 쌍둥이를 임신 중이고, 그들은 기존 네 명의 자녀에게 너무 작은 집에 살고 있으며, 가족의 건강을 위협하는 곰팡이도 있다.
필사적으로 이사를 가고 싶었던 살은 자신에게 신세를 진 여성에게 더 큰 집을 구매해달라고 부탁한다. 계약금은 다음 주 화요일까지이고, 살은 여전히 부족하다. 뉴욕 경찰국 (NYPD) 마약 수사관인 살은 급습 작전에서 마약 자금을 훔치기 시작한다.
경관 에드워드 "에디" 듀건(Edward "Eddie" Dugan)은 NYPD에서 22년간 별다른 주목 없이 근무하다 은퇴를 일주일 앞두고 있다. 은퇴가 임박했음에도 에디는 신참을 감독하는 임무를 맡는다. 에디는 알코올 중독자이며 자살 충동에 시달린다. 그가 솔직하게 이야기할 수 있는 유일한 사람은 그가 정기적으로 고용하는 성노동자 샹텔(Chantel)이다.
경관 클래런스 "탱고" 버틀러(Clarence "Tango" Butler)는 마약 단속반에서 일하는 위장 경찰이다. 탱고는 검은색 BMW를 탄 흑인 남성에게 쏠리는 관심에 지쳐 있다. 버틀러는 몇 년 동안 사무직으로의 승진을 약속받았고, 마침내 연방 교도소에서 최근 석방된 유명 범죄자 캐즈 필립스(Caz Phillips)를 배신하면 1급 형사로 승진시켜 주겠다는 제안을 받는다. 연방 요원 스미스(Smith)는 탱고에게 캐즈의 체포와 연방 교도소 복귀를 확실히 할 마약 거래를 성사시키라고 지시한다.
에디의 신참 파트너는 미국 해병대 출신으로, 에디의 명백한 비겁함과 냉소주의에 혐오감을 느낀다. 신참은 재배치를 요청하지만, 다음 임무에서 살해당한다. 에디의 두 번째 신참 파트너는 절도 사건 수사 중 십대 소년의 머리 근처에서 실수로 총을 발사한다. 십대 소년은 귀가 멀게 되고, NYPD는 대중 관계 악몽에 직면한다. 조사 과정에서 에디는 신참에게 일어날 일에 대해 후회하지만, 내사과 수사관들의 격려에도 불구하고 십대 소년을 마약상으로 묘사하기 위해 진실을 왜곡하는 것을 거부한다.
탱고가 캐즈에게 다가오는 마약 거래를 중단하라고 경고했을 때, 그들은 기습 공격을 받는다. 캐즈는 탱고가 이전에 굴욕을 주었던 갱스터 레드(Red)의 명령으로 총에 맞는다. 스미스가 인종차별적 발언을 하고 레드를 추적하기를 거부하자, 격분한 탱고는 그녀에게 달려들지만 동료 경찰관들이 그를 제지한다.
살 팀의 아파트 급습 작전은 취소되지만, 그는 집을 위한 돈을 훔치기 위해 어쨌든 간다. 그의 팀원 중 한 명인 형사 로니 로사리오(Ronny Rosario)는 살이 가는 것을 막으려 하지만 실패한다.
에디는 NYPD에서 은퇴하고 샹텔을 방문하지만, 그녀는 코네티컷주로 이사하자는 그의 제안을 거부한다. 차 안에서 자살을 생각하던 에디는 이전에 실종 신고되었던 여성이 밴에 밀려 들어가는 것을 목격한다. 에디는 밴을 밴 다이크 주택 단지까지 추적한다.
살이 접근할 때, 탱고는 레드를 죽이기 위해 건물로 들어간다. 살은 아파트로 침입하여 세 명의 마약상을 죽인 후 현금 더미를 발견한다. 돈을 주머니에 넣는 동안, 살은 주변을 서성이는 살을 의심스럽게 여긴 젊은 남성에게 총에 맞아 사망한다.
탱고는 구타(Gutta)를 살려두고 부상당한 레드를 건물 밖으로 추격하여 죽인다. 도착한 로사리오는 그를 갱스터로 착각하고 그의 등 뒤에서 총을 쏜다. 로사리오는 탱고를 쏜 후에야 자신이 다른 경찰관을 쐰 것을 깨닫는다. 그는 구급차를 부른다. 로사리오는 부상당한 탱고를 남겨두고 살을 막기 위해 계속해서 수색한다. 로사리오는 젊은 남성이 범죄 현장에서 도주하는 것을 목격하고 아파트에서 살의 시신을 발견하자 큰 충격을 받는다.
한편, 에디는 건물 지하실에서 성노예 감금 장소를 찾아낸다. 에디는 남자 중 한 명을 체포하고 다른 남자 "드래곤(Dragon)"과 마주친다. 드래곤이 바닥에 엎드리라는 에디의 명령에 따르지 않자, 에디는 그의 가슴에 한 발을 쏘고 폭력적인 싸움이 시작되며, 에디가 지퍼 타이로 그를 목 졸라 죽이는 것으로 끝난다. 응급 구조대원들이 소녀들과 남자들을 인계하는 동안 에디는 걸어 나간다.

## 출연진
- 리처드 기어
- 돈 치들
- 이선 호크
- 웨슬리 스나이프스
- 윌 패튼
- 릴리 테일러
- 마이클 케네스 윌리엄스
- 브라이언 F. 오번
- 섀넌 케인
- 엘런 바킨
- 와스 스티븐스
- 로건 마셜 그린
- 아르만도 리에스코
- 제시 윌리엄스
- 빈센트 도노프리오
- 웨이드 얼레인마커스
- 라켈 캐스트로
- 릴라 로숀
- 하산 존슨

## 기타 제작진
- 총괄 제작: 아비 러너
- 공동 제작: 조 너폴리태노
- 배역: 수잰 스미스 크롤리, 메리 버뉴
- 미술: 터리스 디프레이
- 세트: 밀라 카레비치
- 의상: 줄리엣 폴크사